# الكروم سداسي التكافؤ

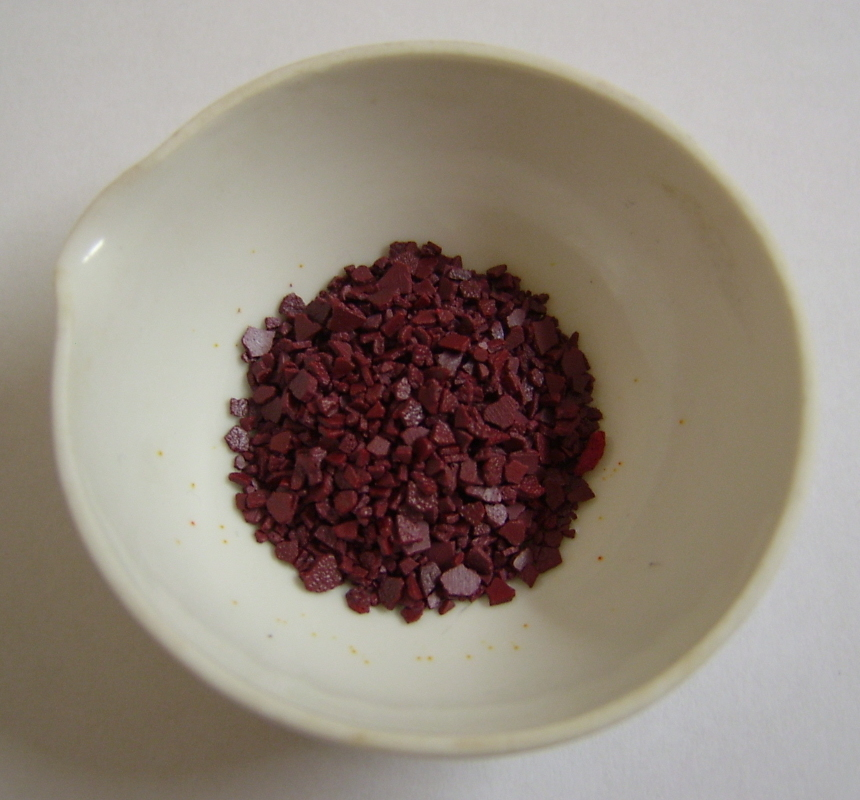
مثال على مركب الكروم (VI): ثالث أكسيد الكروم

الكروم سداسي التكافؤ (الكروم (VI)، Cr(VI)، الكروم 6) هو الكروم في أي مركب كيميائي يحتوي على العنصر في حالة الأكسدة +6 (وبالتالي سداسي التكافؤ). تتم معالجة تقريبا جميع خام الكروم عن طريق الكروم سداسي التكافؤ، وتحديدا ثنائي كرومات الصوديوم الملح. الكروم سداسي التكافؤ هو المفتاح لجميع المواد المصنوعة من الكروم. وقد أنتج في عام 1985 ما يقرب من 000 136 طن من الكروم سداسي التكافؤ.
وتشمل مركبات الكروم سداسي التكافؤ إضافية ثالث أكسيد الكروم وأملاح مختلفة من الكرومات وثنائي الكرومات، من بين أمور أخرى. يستخدم الكروم سداسي التكافؤ في الأصباغ النسيجية، والحفاظ على الخشب، والمنتجات المضادة للتآكل، والطلاء تحويل الكرومات، ومجموعة متنوعة من الاستخدامات المتخصصة. وتشمل الاستخدامات الصناعية لمركبات الكروم سداسي التكافؤ أصباغ الكرومات في الأصباغ والدهانات والأحبار والبلاستيك؛ الكرومات المضافة كعوامل مضادة للتآكل للدهانات، الإشعال، والطلاء السطحي الأخرى؛ وحمض الكروميك مطلي على الأجزاء المعدنية لتوفير طلاء الزخرفية أو واقية. يمكن تشكيل الكروم سداسي التكافؤ عند أداء «العمل الساخن» مثل اللحام على الفولاذ المقاوم للصدأ أو ذوبان معدن الكروم. في هذه الحالات، لا يكون الكروم سداسيا التكافؤ في الأصل، ولكن درجات الحرارة المرتفعة التي تنطوي عليها العملية تؤدي إلى أكسدة تحول الكروم إلى حالة سداسية التكافؤ. ويمكن أيضا العثور على الكروم سداسي التكافؤ في مياه الشرب وشبكات المياه العامة.
جميع مركبات الكروم سداسي التكافؤ سامة (بسبب قوتها المؤكسدة) وكذلك مسرطنة (مجموعة IARC 1)، خاصة إذا كانت محمولة جوا ومستنشقة حيث تسبب سرطان الرئة. كما لوحظت ارتباطات إيجابية بين التعرض لمركبات الكروم (VI) وسرطان الأنف والجيوب الأنفية. يتعرض العمال في العديد من المهن للكروم سداسي التكافؤ. من المعروف أن التعرض للمشاكل يحدث بين العمال الذين يتعاملون مع المنتجات المحتوية على الكرومات وأولئك الذين يقومون بطحن و/ أو لحام الفولاذ المقاوم للصدأ. العمال الذين يتعرضون للكروم سداسي التكافؤ معرضون لخطر متزايد للإصابة بسرطان الرئة أو الربو أو تلف النسيج الظهاري الأنفي والجلد. داخل الاتحاد الأوروبي، يحظر استخدام الكروم السداسي التكافؤ في المعدات الإلكترونية إلى حد كبير بموجب توجيه تقييد المواد الخطرة ولائحة الاتحاد الأوروبي بشأن تسجيل المواد الكيميائية وتقييمها والإذن بها وتقييدها. [بحاجة لمصدر]

## تسمم
مركبات الكروم سداسي التكافؤ هي مواد مسرطنة جينية. بسبب تشابهه الهيكلي مع الكبريتات، يتم نقل الكرومات (شكل نموذجي من الكروم عند درجة الحموضة المحايدة) إلى الخلايا عبر قنوات الكبريتات. داخل الخلية، يتم تقليل الكروم السداسي التكافؤ (VI) أولا إلى الكروم الخماسي التكافؤ ثم إلى الكروم الثلاثي التكافؤ دون مساعدة أي إنزيمات. يحدث التخفيض عن طريق نقل الإلكترون المباشر في المقام الأول من ascorbate وبعض thiols nonprotein. يتحد فيتامين C وعوامل الاختزال الأخرى مع الكرومات لإعطاء منتجات الكروم داخل الخلية. يشكل الكروم الناتج مجمعات مستقرة مع الأحماض النووية والبروتينات. هذا يسبب فواصل حبلا وكر–دنا أدوكتس التي هي المسؤولة عن الضرر المطفرة. وفقا لشي وآخرون. يمكن أيضا أن يتلف الحمض النووي بواسطة جذور الهيدروكسيل المنتجة أثناء إعادة أكسدة الكروم الخماسي التكافؤ بواسطة جزيئات بيروكسيد الهيدروجين الموجودة في الخلية، والتي يمكن أن تسبب الكسر المزدوج.
كانت كل من الأملاح غير القابلة للذوبان من كرومات الرصاص والباريوم وكذلك الكرومات القابلة للذوبان سلبية في نموذج زرع سرطان الرئة. ومع ذلك، فإن الكرومات القابلة للذوبان هي مادة مسرطنة مؤكدة، لذا سيكون من الحكمة النظر في جميع الكرومات المسببة للسرطان.
الاستنشاق المزمن من التعرض المهني يزيد من خطر الإصابة بسرطان الجهاز التنفسي. الشكل الأكثر شيوعا من الأورام الخبيثة في الرئة في عمال الكرومات هو سرطان الخلايا الحرشفية. تم العثور على ابتلاع الكروم (VI) من خلال مياه الشرب يسبب السرطان في تجويف الفم والأمعاء الدقيقة. ويمكن أيضا أن يسبب تهيج أو قرحة في المعدة والأمعاء، وسمية في الكبد. تظهر سمية الكبد عدم قدرة الجسم الواضحة على إزالة السموم من الكروم (VI) في الجهاز الهضمي حيث يمكن أن يدخل بعد ذلك إلى الدورة الدموية.
من بين منتجات 2,345 غير الآمنة في 2015 المدرجة من قبل مفوضية الاتحاد الأوروبي للعدالة والمستهلكين والمساواة بين الجنسين، جاء حوالي 64 ٪ من الصين، و 23٪ من الملابس، بما في ذلك السلع الجلدية (والأحذية) الملوثة بالكروم سداسي التكافؤ. يمكن أن تسبب المنسوجات المصبوغة بالكرومات أو الأحذية الجلدية المدبوغة بالكرومات حساسية الجلد.
في الولايات المتحدة، فإن OSHA PEL للتعرضات المحمولة جوا إلى الكروم سداسي التكافؤ هو 5 ميكروغرام/م 3 (0.005 ملغ/م 3). اقترح المعهد الوطني الأمريكي للسلامة والصحة المهنية REL من 0.2 ميكروغرام / م 3 للتعرض المحمولة جوا إلى الكروم سداسي التكافؤ.
الكروم سداسي التكافؤ موجود في مياه الشرب وشبكات المياه العامة. استنادا إلى نتائج البرنامج الوطني لعلم السموم (NTP) - الذي يقع مقره الرئيسي في المعهد الوطني لعلوم الصحة البيئية (NIEHS)- في عام 2014، أنشأت كاليفورنيا معيارا لمياه الشرب على مستوى الولاية يبلغ 10 أجزاء في المليار - ميكروغرام لكل لتر (MCL) يبلغ 10 جزء في المليار - «خصيصا للكروم سداسي التكافؤ، وليس الكروم الكلي».
بالنسبة لمياه الشرب، لا يوجد لدى وكالة حماية البيئة في الولايات المتحدة (EPA) مستوى الحد الأقصى للملوثات (MCL) للكروم سداسي التكافؤ.

## معالجة الكروم سداسي التكافؤ في المياه الجوفية ومياه الشرب
هناك ثلاثة أساليب معالجة الكروم سداسي التكافؤ في المياه الجوفية ومياه الشرب للحد من سمية الحد من سمية الكروم سداسي التكافؤ، بما في ذلك استخدام المواد الكيميائية والميكروبات والنباتاتبعض تقنيات إزالة تشمل نقل التربة الملوثة إلى مكب النفايات، والحد من تركيز الكروم السادس أقل من حدود الكشف باستخدامالاحتواء التكنولوجيا يمكن أن تستخدم الحواجز المادية، مثل الحشو، الطين أو ورقة كومة
الناس في محاولة لاختبار إزالة أو الحد من الكروم سداسي التكافؤ من المحاليل المائية والبيئة على سبيل المثال، دراسة أجريت في معهد التكنولوجيا الصناعية في جامعة ساينز في ماليزيا في 2010، وجدت أن الشيتوزان المغلفة بولي 3-methylthiophene يمكن إزالة الكروم سداسي التكافؤ الأيونات في محلول مائيالشيتوزان هو رخيصة واقتصادية وصديقة للبيئة طلاء البوليمر الركازة امتزاز الكروم سداسي التكافؤ فعالة في انخفاض قيمة الرقم الهيدروجيني وارتفاع درجة الحرارة، ثم المج يمكن أن يتحقق بسهولة بعددراسة أخرى أجرتها جمعية الصحة الصناعية الأمريكية أظهرت أن الكروم سداسي التكافؤ في الهواء من الضباب الحمضي في حمام الطلاء التي تم جمعها على بعض التكنولوجيات الناشئة الأخرى لإزالة الكروم من المياه هي أيضا قيد الدراسة، بما في ذلك استخدام الأطر المعدنية العضوية الموجبة
thermophilic البكتيريا التي تعيش في الماء الساخن و thermophilic البكتيريا التي تعيش في سخانات المياه المنزلية يمكن أن تقلل من الكرومالتجارب التي أجريت مع الحمأة المنشطة أظهرت أيضا القدرة على الحد من الكروم

## التعرض وقضايا السلامة
الكروم سداسي التكافؤ هو أحد مكونات دخان التبغ

### أستراليا

#### جزيرة كوراجانج، نيو ساوث ويلز
الكروم سداسي التكافؤ صدر في نيوكاسل أوريكا Koorgang مصنع نترات الأمونيومعندما يحدث الحادث، محطة توليد الكهرباء دخلت مرحلة البدء بعد الانتهاء من الصيانة ارتفاع في درجة الحرارة حافزا التحول يبدأ عملية التخفيض، البخار يمر من خلال محفز السريرفي هذا الوقت، درجة الحرارة في أجزاء من المصنع منخفضة نسبيا، مما أدى إلى انخفاض تكاثف البخار الجزئيالمكثفات تتجاوز حجم جهاز الصرف، مما أدى إلى تصريف المكثفات من خلال أنابيب التهوية SP8تسرب في 30 دقيقة لم يتم العثور على الإفراج عن 200s في ستوكتون، ما يصل إلى 20-workers بالقرب من عائلة 70 يتعرض للهواء
ولم يتم ابلاغ البلدة بالتعرض الا بعد ثلاثة أيام صباح اليوم. أثار هذا الحادث جدلا عاما كبيرا، حيث انتقد أوريكا لتقليله من حجم التسرب ومخاطره المحتملة.
وجمع مكتب البيئة والتراث في ستوكتون 71 عينة. تم الكشف عن مستويات منخفضة من الكروم في 11 منها. وقد أخذت هذه العينات ال 11 ضمن ست كتل سكنية قريبة من محطة أوريكا، اثنتان منها من عينات المياه التي تم جمعها مباشرة جنوب منطقة المباني الستة.
وأصدرت اللجنة المختارة المعنية بتسريب المواد الكيميائية في جزيرة كورغنانغ أوريكا تقريرها عن الحادث في شباط/فبراير 2012. ووجدوا أن نهج أوريكا لمعالجة تأثير التسريب غير كاف على الإطلاق. فشلت أوريكا في إدراك التأثير المحتمل للرياح السائدة على انبعاث ارتفاعه 60 مترا. فشلت أوريكا في تفتيش المنطقة على الفور في اتجاه الريح وإخطار مكتب البيئة والتراث حتى 9 أغسطس 2011.
في 2014، اعترفت أوريكا بالذنب في تسع تهم أمام محكمة الأراضي والبيئة وتم تغريمها بمبلغ 768,000 دولار. قضت النتائج الصحية نيو ساوث ويلز أنه من غير المحتمل جدا أن أي شخص في ستوكتون سوف تتطور السرطان نتيجة للحادث.

### بنغلاديش
تدخل أعلاف الدواجن السامة الملوثة بدباغة الجلد القائمة على الكروم (على عكس دباغة الخضروات التقليدية البطيئة) الإمدادات الغذائية في بنغلاديش من خلال لحوم الدجاج، التي تعد المصدر الأكثر شيوعا للبروتين في البلاد. تنبعث من المدابغ في هازاريباغ ثانا، وهي حى صناعى في دكا، حوالى 21600 متر مكعب من النفايات السامة يوميا.

### اليونان

#### شرق وسط اليونان
كشفت كيمياء المياه الجوفية في شرق وسط اليونان (وسط يوبويا ووادي أسوبوس) عن تركيزات عالية من الكروم سداسي التكافؤ في شبكات المياه الجوفية تتجاوز أحيانا الحد الأقصى المقبول لمياه الشرب اليونانية والاتحاد الأوروبي لإجمالي الكروم. ويرتبط تلوث الكروم سداسي التكافؤ هنا مع النفايات الصناعية.
وباستخدام GFAAS لمجموع الكروم، وطريقة قياس الألوان المعقدة diphenylcarbazide-Cr(VI) للكروم سداسي التكافؤ، و flame-AAS و ICP-MS للعناصر السامة الأخرى، تم التحقيق في تركيزاتها في عدة عينات من المياه الجوفية. يرتبط تلوث المياه بالكروم السداسي التكافؤ في Euboea المركزي بشكل أساسي بالعمليات الطبيعية، ولكن هناك حالات بشرية المنشأ.

#### حوض طيبة - تاناغرا - ملكاسا (أسوبوس)
في ثيبس - تاناجرا - حوض مالاكاسا، شرق وسط اليونان، الذي يدعم العديد من الأنشطة الصناعية، تم العثور على تركيزات الكروم (تصل إلى 80 ميكروغرام/ لتر Cr(VI)) وInofyta (ما يصل إلى 53 ميكروغرام / لتر Cr(VI) في إمدادات المياه الحضرية من أوروبوس). تم العثور على تركيزات الكروم (VI) التي تتراوح بين 5 إلى 33 ميكروغرام / لتر Cr(VI) في المياه الجوفية المستخدمة في إمدادات المياه في ثيفا. تم الكشف عن تركيزات الزرنيخ تصل إلى 34 ميكروغرام / لتر جنبا إلى جنب مع مستويات الكروم (VI) تصل إلى 40 ميكروغرام / لتر في إمدادات المياه في شيماتاري.

### العراق
وفي عام 2008، زعم أن مقاول الدفاع KBR قد عرض 16 من أفراد الحرس الوطني في إنديانا، فضلا عن عماله، للكروم سداسي التكافؤ في منشأة قرمات علي لمعالجة المياه في العراق في عام 2003. وفي وقت لاحق، أبلغ 433 من أفراد كتيبة المشاة 162 التابعة للحرس الوطني في ولاية أوريغون باحتمال تعرضهم للكروم سداسي التكافؤ أثناء مرافقتهم لمتعاقدي KBR. وتوفي أحد جنود الحرس الوطني، ديفيد مور، في شباط/فبراير 2008. والسبب هو مرض الرئة في سن 42.

### الولايات المتحدة الأمريكية

#### تاريخ سياسات الكروم الخاصة بوكالة حماية البيئة في الولايات المتحدة
قبل عام 1970، كان للحكومة الاتحادية نطاق محدود في رصد وإنفاذ اللوائح البيئية. وكلفت الحكومات المحلية بالرصد البيئي والأنظمة البيئية، مثل رصد المعادن الثقيلة في مياه الصرف الصحي. يمكن رؤية أمثلة على ذلك في البلديات الأكبر، مثل: شيكاغو ولوس أنجلوس ونيويورك. مثال محدد كان في عام 1969، عندما فرضت منطقة شيكاغو متروبوليتان الصحية لوائح على المصانع التي تم تحديدها على أنها تحتوي على كميات كبيرة من تصريف المعادن الثقيلة.
في 2 ديسمبر 1970، تم تشكيل وكالة حماية البيئة (EPA). مع تشكيل وكالة حماية البيئة، كان لدى الحكومة الفيدرالية الأموال والرقابة للتأثير على التغيرات البيئية الرئيسية. بعد تشكيل وكالة حماية البيئة، شهدت الولايات المتحدة تشريعات رائدة، مثل قانون المياه النظيفة (1972) وقانون مياه الشرب المأمونة (1974).
تم تعديل القانون الفيدرالي لمكافحة تلوث المياه (FWPCA) لعام 1948 في عام 1972 إلى ما يعرف أكثر باسم قانون المياه النظيفة (CWA). وفرت التعديلات اللاحقة أساسا للحكومة الفيدرالية للبدء في تنظيم الملوثات، وتنفيذ معايير مياه الصرف الصحي، وزيادة التمويل لمرافق معالجة المياه من بين أمور أخرى. بعد ذلك بعامين في عام 1974، تم تمرير قانون مياه الشرب المأمونة (SDWA) من قبل الكونغرس. تهدف SDWA إلى مراقبة وحماية مياه الشرب في الولايات المتحدة، ومصادر المياه التي يتم استخلاصها منها.
في عام 1991، كجزء من SDWA ، وضعت وكالة حماية البيئة الكروم تحت قائمتها لأهداف الحد الأقصى لمستوى الملوثات (MCLG)، ليكون الحد الأقصى لمستوى الملوثات (MCL) 100 جزء في المليون. في عام 1996، تم تعديل SDWA لتشمل حكما يعرف باسم قاعدة مراقبة الملوثات غير المنظمة (UCMR). بموجب هذه القاعدة، تصدر وكالة حماية البيئة قائمة من 30 أو أقل من الملوثات التي لا يتم تنظيمها عادة بموجب SDWA. تم رصد الكروم تحت UCMR الثالث، من يناير 2013 حتى ديسمبر 2015. تستخدم وكالة حماية البيئة بيانات من هذه التقارير للمساعدة في اتخاذ القرارات التنظيمية.

#### السياسات الحالية في الولايات المتحدة
معيار EPA الحالي في قياس الكروم هو في إشارة إلى إجمالي الكروم، على حد سواء ثلاثي التكافؤ وسداسي التكافؤ. في كثير من الأحيان، يتم ذكر الكروم ثلاثي التكافؤ وسداسي التكافؤ معا، في حين أن كل منها يمتلك خصائص مختلفة إلى حد كبير. في خطر التأثير على الصحة العامة، يجب التمييز بين الكروميوم بشكل واضح في أي منشور يحتوي على معلومات حول الكروم. هذه الترسيمات حاسمة، لأن الكروم سداسي التكافؤ هو مادة مسرطنة، في حين أن الكروم ثلاثي التكافؤ ليس كذلك.
وفي عام 1991، تم تحديد MCL للتعرض للكروم على أساس احتمال حدوث «آثار جلدية ضارة» تتعلق بالتعرض للكروم على المدى الطويل. لم يتغير MCL الكروم من 100 جزء في المليار منذ توصيتها عام 1991. وفي عام 1998، أصدرت وكالة حماية البيئة استعراضا سميا للكروم سداسي التكافؤ. وقد درس هذا التقرير المؤلفات الحالية في ذلك الوقت، وتوصل إلى استنتاج مفاده أن الكروم مرتبط بمختلف القضايا الصحية.
في ديسمبر 2013، فازت NRDC بدعوى قضائية ضد وزارة الصحة العامة في كاليفورنيا، وكان مطلوبا من الولاية إصدار معيار على الحد الأقصى لمستوى الملوثات (MCL) للكروم بحلول «في موعد لا يتجاوز 15 يونيو 2014.» تمت إضافة MCL إلى قانون لوائح كاليفورنيا، ولكن في 2017، قضت محكمة أخرى بأنه يجب إلغاء المعيار لأن وزارة الصحة العامة في كاليفورنيا لم تثبت أن المعيار كان مجديا اقتصاديا.
قبل أن تتمكن وكالة حماية البيئة من تعديل السياسة المتعلقة بمستويات الكروم في مياه الشرب، يتعين عليها إصدار تقييم نهائي لصحة الإنسان. تشير وكالة حماية البيئة إلى وثيقتين محددتين قيد المراجعة حاليا لتحديد ما إذا كان سيتم تعديل معيار مياه الشرب الحالي للكروم أم لا. الدراسة الأولى التي ذكرتها وكالة حماية البيئة قيد المراجعة هي دراسة أجريت عام 2008 من قبل البرنامج الوطني لعلم السموم التابع لوزارة الصحة والخدمات البشرية. تبحث هذه الدراسة في التعرض الفموي المزمن للكروم سداسي التكافؤ في الفئران، وارتباطه بالسرطان. الدراسة الأخرى المذكورة هي تقييم صحة الإنسان للكروم، بعنوان مراجعة السمية للكروم سداسي التكافؤ. التقييم النهائي لصحة الإنسان هو حاليا في مرحلة تطوير المسودة. هذه المرحلة هي الأولى من سبعة. لا تقدم وكالة حماية البيئة أي توقعات لموعد الانتهاء من المراجعة، وما إذا كان سيتم اتخاذ قرار.

##### التطبيقات العسكرية
منذ الحرب العالمية الثانية، اعتمد الجيش الأمريكي على مركبات الكروم سداسية التكافؤ لحماية مركباته ومعداته وأنظمة الطيران والصواريخ من التآكل. تم رش التمهيدي غسل كما المعالجة وطبقة واقية على المعدن.
من عام 2012 إلى عام 2015، أجرى مختبر أبحاث الجيش أبحاثا حول استبدال برايمر الغسيل، كجزء من جهود وزارة الدفاع للقضاء على استخدام بادئات الغسيل السامة في الجيش. وأشارت الدراسات إلى أن الإشعال غسل تحتوي على ملوثات الهواء الخطرة، ومستويات عالية من المركبات العضوية المتطايرة.
وأسفر المشروع عن تأهيل ARL لثلاثة بدائل أولية للغسيل في عام 2015 لاستخدامها في مستودعات الجيش والمنشآت ومرافق الإصلاح. أدى البحث إلى إزالة منتجات الكرومات من مرافق الجيش في عام 2017.

#### اللوائح المعلقة في الولايات المتحدة
لجهودهم في استبدال التمهيدي غسل، فاز الباحثون ARL وزير الجيش «جائزة التميز البيئي في اقتناء نظام الأسلحة» للسنة المالية 2016.

#### كاليفورنيا

##### دافنبورت
ورصدت منطقة مونتيري باي الموحدة لمكافحة تلوث الهواء المستويات المحمولة جوا من الكروم سداسي التكافؤ في مدرسة ابتدائية وإدارة الإطفاء، فضلا عن مصدر النقطة. وخلصوا إلى أن هناك مستويات عالية من الكروم سداسي التكافؤ في الهواء، مصدرها مصنع أسمنت محلي، يسمى سيميكس. وكانت مستويات الكروم سداسي التكافؤ أعلى من المستوى المقبول للمنطقة الجوية في مدرسة المحيط الهادئ الابتدائية وإدارة إطفاء دافنبورت بما بين 8 و10 مرات.

##### أساسي
في عام 2016، بدأ مسؤولو جودة الهواء التحقيق في مستويات مرتفعة من الكروم سداسي التكافؤ في باراماونت، كاليفورنيا. وأنشأت مدينة باراماونت مشروعا للعمل شمل المزيد من إنفاذ القوانين لمساعدة مفتشي إدارة الجودة ومكافحة الألغام وإطلاق ParamountEnvironment.org لإبقاء الجمهور على علم. ومع مرور الوقت، كانت الجهود التي تبذلها اللجنة ومدينة باراماونت فعالة في خفض الانبعاثات إلى مستويات مقبولة.

##### هينكلي
تم العثور على الكروم سداسي التكافؤ في مياه الشرب في بلدة هينكلي جنوب كاليفورنيا ولفت انتباه الجمهور من خلال مشاركة إيرين بروكوفيتش والمحامي إدوارد ماسري. وكان مصدر التلوث من البرك المتبخرة لخط أنابيب الغاز الطبيعي PG&amp;E (المحيط الهادئ للغاز والكهرباء) محطة ضاغط تقع على بعد حوالي 2 ميل جنوب شرق هينكلي. بين عامي 1952 و 1966، تم استخدام الكروم (VI) لمنع التآكل في أكوام التبريد.
وجدت دراسة أحدث أنه من 1996 إلى 2008، تم تحديد 196 سرطانا بين سكان منطقة التعداد التي شملت هينكلي—وهو عدد أقل قليلا من 224 سرطانا كان متوقعا نظرا لخصائصه الديموغرافية. في يونيو 2013 نشرت الأم جونز مقالا بشأن عمل مركز النزاهة العامة الذي كان ينتقد الدراسة، والبعض الآخر من قبل الباحث نفسه، جون مورغان. يأتي هذا على النقيض من الاستنتاجات التي توصلت إليها وكالة حماية البيئة ووزارة الصحة العامة في كاليفورنيا والتي تفيد بأن يسبب السرطان في الواقع.
في الوقت الذي أجريت فيه دراسة خلفية PG & E للكروم (VI)، تم تسجيل متوسط مستويات الكروم (VI) في هينكلي على أنها 1.19 ppb مع ذروة 3.09 ppb. بلغ متوسط محطة ضاغط Pg & E Topock 7.8 ppb وبلغت ذروتها عند 31.8 ppb. كان معيار MCL في كاليفورنيا لا يزال عند 50 ppb عند الانتهاء من دراسة الخلفية هذه. وبالمقارنة، اقترح مكتب تقييم المخاطر الصحية البيئية (OEHHA) التابع لوكالة حماية البيئة في كاليفورنيا، هدفا صحيا قدره 0.06 جزء في المليون من الكروم (VI) في مياه الشرب في عام 2009. في عام 2010، عادت إيرين بروكوفيتش إلى هينكلي وسط ادعاءات بأن العمود كان ينتشر، على الرغم من جهود تنظيف PG & E. تواصل PG & E توفير المياه المعبأة في زجاجات لسكان هينكلي وكذلك عرض شراء منازلهم. يتم الاحتفاظ بجميع وثائق التنظيف الجارية الأخرى في صفحة وكالة حماية البيئة في كاليفورنيا.

#### إلينوي
في أول اختبار على الإطلاق في شيكاغو للملوث المعدني السام، تظهر النتائج أن مياه الشرب المحلية في المدينة تحتوي على مستويات من الكروم سداسي التكافؤ أكثر من 11 مرة أعلى من المعيار الصحي المحدد في كاليفورنيا في يوليو 2011. وأظهرت نتائج الاختبار أن المياه التي يتم إرسالها إلى أكثر من 7 ملايين نسمة لديها متوسط مستويات 0.23 جزء في المليون من المعدن السام. حدد مكتب كاليفورنيا لتقييم المخاطر الصحية البيئية الحد الجديد «هدف الصحة العامة» في البلاد على أنه 0.02 ppb. مرددا نظرائهم في مدن أخرى حيث تم الكشف عن المعدن، يؤكد مسؤولو شيكاغو أن مياه الصنبور المحلية آمنة ويشيرون إلى أنه إذا تم اعتماد حد وطني، من المحتمل أن يكون أقل صرامة من هدف كاليفورنيا. وضعت وكالة حماية البيئة في إلينوي (إلينوي EPA) خطة إستراتيجية للكروم (VI) تحدد المهام من أجل تقليل مستويات الكروم (VI) في مياه الشرب في إلينوي. واحد منها هو العمل مع الولايات المتحدة وكالة حماية البيئة لتقديم مساعدة تقنية كبيرة لمدينة شيكاغو لضمان أنها بسرعة تطوير الكروم الفعال (السادس) برنامج مراقبة محددة أن يجعل من استخدام الأساليب المعتمدة وكالة حماية البيئة في الولايات المتحدة.

#### ماساتشوستس
كامبريدج الطلاء المحدودة، المعروفة الآن باسم purecoat شمال، وهي شركة الطلاء الكهربائي في بيلمونت، ماساشوستسوقد أجرى تقرير من إدارة المواد السامة والمرض لتقييم العلاقة بين التعرض البيئي كامبريدج بالكهرباءويشير التقرير إلى أن سكان بلمونت قاموا بالتخلص من الهواء وكذلك الاتصال بالكروم في المياه الجوفية والتربة.ومع ذلك، تم تقييم ستة أنواع من السرطان، ووجدت النتائج أن في معظم الحالات، جميع أنواع الإصابة بالسرطان في المتوسط، إذا لم يكن أقل قليلا من المتوسط.على سبيل المثال، عدد الحالات التي لوحظت في سرطان الخلايا الكلوية هوعلى الرغم من أن معظم الأمراض مثل هذا، ليس كل الأمراضارتفاع حالات سرطان الدم في النساء في بيلمونت ، ماساشوستس ، لوحظ في 32-case التشخيصالسبب في ارتفاع معدل الإصابة هو أن هناك الكثير من الحالات في كل فترة من الزمن في حالة في حين أن ارتفاع الرجال على أساس واحد إلى ثلاثة حالات إفراط في تشخيص 13-cases بينما من المتوقع أن تكون 8.7 1994 إلى 1999الولايات المتحدة إدارة السموم والمرض يقول كامبريدج بالكهرباء كان غير مؤكد من مخاطر الصحة العامة في الماضي ، ولكن ليس هناك خطر واضح على الصحة العامة في الوقت الحاضر وفي المستقبل.

#### ميسوري
وفي عام 2009، رفعت دعوى قضائية ضد شركة برايم دباغة في سانت جوزيف بولاية ميسوري بسبب ما زعم عن تلوث سداسي التكافؤ بالكروم في كاميرون بولاية ميسوري. وقد تطورت مجموعة من أورام الدماغ في المدينة التي كانت فوق المتوسط لحجم السكان في المدينة. وتزعم الدعوى أن الأورام كانت ناجمة عن نفايات الكروم سداسي التكافؤ التي تم توزيعها على المزارعين المحليين كسماد حر.

#### ميشيغان
في 20 ديسمبر 2019، تم تحديد مادة خضراء تتسرب إلى I-696، في Madison Heights ، على أنها كروم سداسي التكافؤ تسربت من قبو لشركة محلية ، خدمات الطلاء الكهربائي

#### تكساس
في 8 أبريل 2009، جمعت لجنة تكساس للجودة البيئية (TCEQ) عينات من المياه الجوفية من بئر محلي على طريق مقاطعة ويست 112 في ميدلاند ، تكساس (الولايات المتحدة)، ردا على شكوى المقيمين من المياه الصفراء. تم العثور على البئر ملوثة بالكروم (VI). وصلت المياه الجوفية ميدلاند مستويات أعلى من التلوث من وكالة حماية البيئة الحد الأقصى لمستوى الملوثات (MCL) من 100 جزء في المليار. يقع عمود المياه الجوفية الحالي من الكروم تحت حوالي 260 فدانا من الأراضي في موقع المياه الجوفية West County Road 112. ردا على ذلك ، قامت TCEQ بتثبيت أنظمة الترشيح على مواقع آبار المياه التي أظهرت تلوث الكروم.
اعتبارا من عام 2016، كانت TCEQ قد أخذت عينات من المياه من 235 بئرا وركبت أكثر من 45 نظام ترشيح لتبادل الأيونات من هذا الموقع تقرر أن تتركز في 2601 West County Road 112، ميدلاند ، تكساس. وتواصل اللجنة أخذ عينات من الآبار المحيطة بالمنطقة لرصد حركة العمود. وبالإضافة إلى ذلك، يواصلون رصد فعالية نظم الترشيح لتبادل الأيونيات عن طريق أخذ عينات على ربع سنوي، وصيانة المرشحات دون أي تكلفة على السكان.
اعتبارا من مارس 2011، تمت إضافة موقع المياه الجوفية 112 في المقاطعة الغربية إلى قائمة الأولويات الوطنية (NPL) المعروفة أيضا باسم قائمة Superfund من قبل وكالة حماية البيئة الأمريكية (EPA). وفي الفترة من عام 2011 إلى عام 2013، قامت TCEQ بتركيب مراقبين للمياه الجوفية وأجرت أخذ عينات من المياه الجوفية. وفي عام 2013، بدأت شركة TCEQ بأخذ عينات من التربة السكنية وأكدت أنها ملوثة باستخدام المياه الجوفية الملوثة لرعاية الحدائق والحديقة.
ووفقا لوكالة حماية البيئة، لم تنته التحقيقات الجارية إلى مصدر التلوث ولا تزال حلول التنظيف قيد التطوير. وإلى أن تكتمل هذه التحقيقات وترسخت المعالجة، سيظل السكان معرضين لخطر الآثار الصحية الناجمة عن التعرض لتلوث المياه الجوفية.

#### ويسكونسن
في يناير 7, 2011 أعلن أن ميلووكي، ولاية ويسكونسن قد اختبرت المياه والكروم سداسي التكافؤ وجدت لتكون موجودة. وذكر المسؤولون أنه في مثل هذه الكميات الصغيرة لم يكن هناك ما يدعو للقلق ، على الرغم من أن هذا الملوث هو مادة مسرطنة. في ولاية ويسكونسن ، يبلغ متوسط مستوى الكروم (VI) في ميلووكي 0.194 جزء لكل مليار (الحد الأقصى لمستوى الملوثات الموصى به من وكالة حماية البيئة (MCL) هو 100 جزء في المليون). جميع أنظمة المياه 13 اختبار إيجابي للكروم (VI). كشفت أربعة من أصل سبعة أنظمة عن المادة الكيميائية في مقاطعة ووكيشا ، وكان لكل من مقاطعتي راسين وكينوشا أعلى مستويات بلغ متوسطها أكثر من 0.2 جزء في المليار. ويجري إجراء المزيد من الاختبارات اعتبارا من عام 2011. لم تكن هناك معلومات إضافية متاحة اعتبارا من أكتوبر 2016.